# Black Forest
Black Forest is een plaats (census-designated place) in de Amerikaanse staat Colorado, en valt bestuurlijk gezien onder El Paso County.

## Demografie
Bij de volkstelling in 2000 werd het aantal inwoners vastgesteld op 13.247.

## Geografie
Volgens het United States Census Bureau beslaat de plaats een oppervlakte van
330,3 km², waarvan 330,1 km² land en 0,2 km² water. Black Forest ligt op ongeveer 2246 m boven zeeniveau.

## Plaatsen in de nabije omgeving
De onderstaande figuur toont nabijgelegen plaatsen in een straal van 24 km rond Black Forest.